# Arlette Laguiller
Arlette Laguiller (Paris, 18 de fevereiro de 1940) é uma política, sindicalista e bancária aposentada francesa. Líder do partido trotskista Luta Operária, por quem candidatou-se à presidência da França em 1974, 1981, 1988, 1995, 2002 e 2007, Laguiller é foi primeira mulher a disputar o cargo e é também a pessoa a mais vezes disputá-lo.

## Biografia
Nascida em uma família operária nos subúrbios de Paris em 1940, Arlette Laguiller deixou a escola aos 16 anos para trabalhar como datilógrafa no banco Crédit Lyonnais. Filha de pai anarquista, passou a simpatizar com o comunismo a partir da Guerra da Argélia. Por ser o partido que mais se opunha à guerra, Laguiller juntou-se ao Partido Socialista Unificado em 1960. Como bancária, aderiu à Confederação Geral do Trabalho. Em 1963, deixou o social-democrata PSU e aderiu à militância trotskista na Luta Operária. Em 1968, juntou-se à confederação sindical Força Operária. Em 1973, foi eleita porta-voz de seu partido.
Em 1974, liderou uma greve de bancários e, em 1977, candidatou-se à eleição presidencial, sendo a primeira mulher a disputá-la. Disputou todas as eleições presidenciais até 2007.
Entre 1995 e 1999 integrou o conselho municipal de Les Lilas, Seine-Saint-Denis. De 1998 a 2004, foi conselheira da região da Ilha de França. De 1999 até também 2004, foi deputada do Parlamento Europeu. Seu melhor resultado em eleições presidenciais foi em 2005, quando teve 1.630.045 votos, 5,72% do eleitorado.